# Angophora

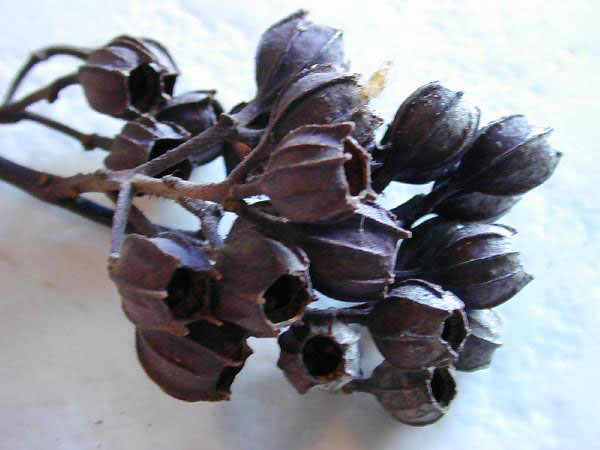
Cápsulas de Angophora costata.

Angophora é um género botânico pertencente à família Myrtaceae, que engloba dez espécies de árvores ou grandes arbustos nativos da Austrália Ocidental. Está proximamente relacionado com os géneros Corymbia e Eucalyptus, sendo geralmente designados como "eucaliptos". Uma das diferenças reside na disposição das folhas, opostas em vez de alternadas, além de não conterem o característico opérculo que cobre o botão floral das flores dos eucaliptos. Os frutos do género Angophora caracterizam-se ainda pelas suas nervuras proeminentes, enquanto que os do eucalipto são, em geral, lisos.

## Descrição
As espécies variam na sua aparência, desde a forma de arbusto, como no caso da Angophora hispida, até árvores de grande porte que atingem os 30 m de altura. A sua casca é  rugosa e escamosa. As folhas são lanceoladas e verde-escuras. As flores esbranquiçadas dispõem-se em grandes inflorescências.
O nome Angophora provém do Grego angos, ou "que carrega", e phora, que significa "jarro" ou "vaso", referindo-se ao fruto com forma de taça.

## Espécies
O género Angophora inclui as seguintes espécies:
- Angophora bakeri
- Angophora floribunda
- Angophora exul
- Angophora hispida
- Angophora inopina
- Angophora lanceolata
- Angophora robur
- Angophora subvelutina
- Angophora woodsiana